# Bedrohte Sprache

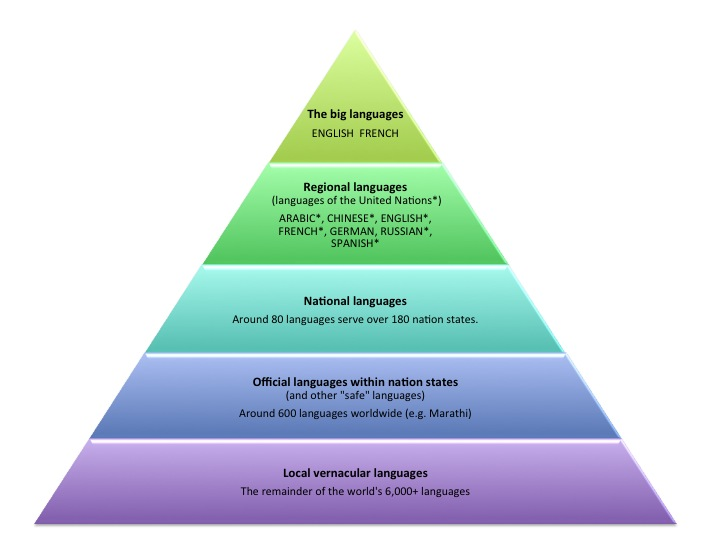
Sprachhierarchie: Bedrohte Sprachen finden sich unter den Lokalsprachen auf der untersten Ebene der Pyramide

Als bedrohte Sprache (auch gefährdete Sprache) gilt in der Soziolinguistik eine Sprache, wenn sie immer weniger als Muttersprache erlernt wird und droht, innerhalb weniger Generationen nicht mehr zu existieren. Vom Sprachtod spricht man, sobald es keine Muttersprachler mehr gibt. Wird eine Sprache schließlich nicht mehr gesprochen, gilt sie als ausgestorben.
Während die zwanzig größten der zwischen 6000 und 7000 lebenden Sprachen von der Hälfte und die ca. 300 Sprachen mit über einer Million Sprechern von über 90 % der Weltbevölkerung gesprochen werden, weisen die allermeisten Sprachen eine Sprachgemeinschaft von nur wenigen hundert oder tausend Sprechern auf. Je nach Schätzung sollen zwischen 50 % und 90 % aller lebenden Sprachen im 21. Jahrhundert ernsthaft gefährdet sein bzw. verschwinden. Typischerweise sind bedrohte Sprachen Minderheitensprachen in ihren jeweiligen Ländern, die Sprecher tendieren zu einem Sprachwechsel zu den jeweils dominanten Sprachen. Besonders betroffen sind die Minderheitssprachen indigener Völker in Nord- und Südamerika, Australien, Asien und Sibirien.

## Definition
Es gibt verschiedene Grade der Bedrohung. Die diesbezüglichen Termini werden unterschiedlich verwendet. Die bekannteste Klassifizierung orientiert sich am Atlas der gefährdeten Sprachen der UNESCO (LVE-Modell):
1. „sicher“ (safe): Die Sprache wird von allen Generationen gesprochen und wird ungehindert an jüngere Generationen weitergegeben.
2. „potenziell gefährdet“ (vulnerable): Eine Sprache mit einer relativ hohen Sprecherzahl, die mindestens in großen Teilen ihres Verbreitungsgebiets auch an die jüngeren Generationen weitergegeben wird. Die Sprache hat jedoch gewisse Einschränkungen; sie ist z. B. nicht offizielle Verwaltungssprache oder sie ist im Bildungswesen nicht präsent. Beispiele: Kurdisch, Belarussisch, Nahuatl, Quechua (Südliches Quechua in Bolivien und Peru), Aymara, Tibetisch.
3. „gefährdet“ (definitely endangered): Die Sprache wird nicht mehr von Kindern zu Hause als Muttersprache erlernt. Beispiele: Obersorbisch, Sardisch, Walisisch, Mayathan (yukatekisches Maya), Quechua (zentrale und nördliche Dialekte in Peru), Kichwa, Nahuatl in Zentralmexiko, Aramäisch.
4. „ernsthaft gefährdet“ (severely endangered): Die Sprache wird nur noch von der Großelterngeneration gesprochen; die Elterngeneration versteht sie eventuell, verwendet sie jedoch nicht unter sich und gibt sie nicht (oder nur noch ausnahmsweise) an die jüngere Generation weiter. Die wenigen nachwachsenden Sprecher beherrschen die dominierende Sprache deutlich besser. Beispiele: Saterfriesisch, Niedersorbisch, Bretonisch, Matlatzinca, Jaqaru.
5. „moribund“ (critically endangered): Es gibt, eventuell mit Ausnahme weniger Halbsprecher, nur noch ältere Sprecher, und selbst diese sprechen die Sprache nur noch teilweise. Die Sprecherzahl ist so niedrig, dass ein Überleben der Sprache als äußerst unwahrscheinlich gilt. Beispiele: zahlreiche indianische Sprachen (z. B. Nawat (Pipil), Itzá-Maya), zahlreiche australische Sprachen, einige sibirische Sprachen (z. B. Tschulymisch).
6. „ausgestorben“ (extinct): Es gibt keine Sprecher mehr. Beispiele: Gotisch, Ägyptisch (Koptisch), Livisch.

Als bedrohte Sprachen gelten die Nummern 2 bis 5 in dieser Klassifizierung.
Unter den zahlreichen weiteren Klassifizierungsmethoden für bedrohte Sprachen finden sich viele, die Analogien zu Gesundheit verwenden („gesunde“, „schwächelnde“ und „kranke“ Sprachen). Nicht bedrohte Sprachen werden international auch als vigorous („kräftig“) bezeichnet, gefährdete Sprachen auch als threatened („bedroht“), nicht mehr gesprochene, aber noch bekannte Sprachen als dormant („ruhend“). Tasaku Tsunoda hat die Anzahl der Sprecher, das Alter der Sprecher, die Weitergabe an Kinder und die Funktionen der Sprache in der jeweiligen Gemein- bzw. Gesellschaft als maßgebliche Faktoren für die meisten Klassifizierungen identifiziert.
Diese Kategorien der Bedrohung können für eine Sprache auch regional bzw. auf ein bestimmtes Staatsgebiet angewandt werden. So sind viele Sprachen, die in ihrem hauptsächlichen Sprachgebiet stabil sind und auf Kosten von Minderheitensprachen expandieren, anderswo selbst als Minderheitensprache ernsthaft bedroht oder moribund, so z. B. das Deutsche in Tschechien, Polen und Frankreich (Elsass), das Slowenische in Österreich (Kärnten und Steiermark) oder das Spanische auf den Philippinen.
Als die am stärksten quellengestützte, detaillierteste und differenzierteste Skala wird EGIDS (Expanded Graded Intergenerational Disruption Scale) der Organisation SIL International angesehen.

## Gründe
Das Cambridge Handbook of Endangered Languages unterscheidet vier Gründe für Sprachbedrohung:
- Naturkatastrophen (Erdbeben, Tsunamis usw.), Hunger und Seuchen
- Krieg und Völkermord; z. B. auf Tasmanien
- Offene Unterdrückung, meist im Rahmen von Nationalismus oder Assimilation; z. B. Kurdisch, indigene amerikanische Sprachen etc.
- Kulturelle, politische und wirtschaftliche Vormachtstellung einer anderen Sprache bzw. anderer Sprachen (Vormacht von Superstrat- über Substrat-Sprache); z. B. Ainu, Quechua etc.

Die Gründe überschneiden sich dabei untereinander und korrelieren teilweise. So löste im 19. Jahrhundert die politische Unterdrückung der Bevölkerung Irlands Hungersnöte aus, die weite Teile der Bevölkerung dezimierten oder in die Emigration trieben und damit auch die irische Sprache schwächten.
Die heutige Zunahme von Zuwanderung und Urbanisierung trägt zu einem starken Verlust traditioneller Lebensweisen bei und lässt Sprecher kleinerer Sprachen zunehmend dominante Sprachen annehmen, die „notwendig für eine vollkommene bürgerliche Beteiligung sind oder zumindest so wahrgenommen werden“.

## Problematik
Stirbt eine Sprache aus, verschwindet mit ihr oft gleichzeitig ein komplexes Wissenssystem. Betroffen sind hierbei vor allem die Sprachen von indigenen Völkern. Der Verlust einer ihrer Sprachen ist für die gesamte Menschheit von Bedeutung, da durch den Tod ihrer Träger spezifisches Wissen verloren geht z. B. über ihre Umwelt.
Daniel L. Everett, der als Linguist die Sprache Pirahã des gleichnamigen Volkes studierte, betont, dass der Verlust der Sprache gleichzusetzen mit dem Verlust der Identität ist. Für ihn ist die Vielfalt entscheidend, die unterschiedlichen Klassifizierungen und Lebensweisen, um die Zukunft der Menschen zu gewährleisten. Deshalb hält er es für wichtig, bedrohte Sprachen aufzuzeichnen, bevor sie für immer verschwinden.

## Projekte
Die UNESCO veröffentlichte im Jahre 1996 den ersten Atlas der gefährdeten Sprachen. Seit 2009 gibt es eine Online-Version, die in englischer, französischer, spanischer und russischer Sprache zur Verfügung steht.
Eine Liste von über 500 fast ausgestorbenen Sprachen enthält der alle vier Jahre erscheinende Ethnologue-Report. Dort werden Sprachen aufgeführt, von denen „nur noch wenige ältere Sprecher leben“.
Nach einer Pilotphase ab 2000 mit acht geförderten Projekten wurde von der Volkswagen-Stiftung das Projekt DoBeS (Dokumentation bedrohter Sprachen) 2002 bis 2012 initiiert, an dem das Max-Planck-Institut für Psycholinguistik maßgeblich mitgewirkt hat. In über 100 Teilprojekten wurden etwa 100 bedrohte Sprachen dokumentiert.
Ein Beispiel für Graswurzelprojekte innerhalb von bedrohten Sprechergemeinschaften ist Byri på svensk im zweisprachigen Svenskfinland.

## Rundfunkberichte
- Wibke Bergemann: Letzte Worte – Was wir verlieren, wenn eine Sprache stirbt, Deutschlandfunk – „Wissenschaft im Brennpunkt“ vom 1. Mai 2018